# Arnulf z Karyntii
Arnulf z Karyntii (ur. wrzesień lub październik 850, zm. 8 grudnia 899 w Ratyzbonie) – król wschodniofrankijski z dynastii Karolingów w latach 887–899. Król Włoch w latach 894–895 i od 896 cesarz rzymski.

## Życie
Arnulf był nieślubnym synem Karlomana. Możliwe jest, że Karloman i matka Arnulfa – Liutswinda (?) – mogli później wziąć ślub. Arnulf dorastał w Moosburgu. W 875 został prefektem Marchii Wschodniej i do śmierci swojego ojca w 880 księciem Karyntii. Prowadził wiele wojen z Świętopełkiem I morawskim, podczas których sprzymierzył się z plemionami madziarskimi. Walczył również z wikingami.
Arnulf w listopadzie 887 brał udział w wojnie przeciwko swojemu stryjowi Karolowi III Otyłemu, królowi wschodniofrankijskiemu. W 888 przybył do Italii po śmierci Karola III i walczył z Berengarem I o władzę w królestwie Włoch. Berengar I został lennikiem Arnulfa, gdy w 889 stracił swoje włości na rzecz księcia Gwidona III ze Spoleto. Po śmierci Gwidona Arnulf w 894 został królem Włoch, abdykując w 895 na rzecz Berengara i syna Gwidona – Lamberta II. Dopiero po abdykacji Lamberta w 896 Arnulf został cesarzem rzymskim. Pod koniec lutego tego samego roku został koronowany przez papieża Formozusa, jednakże ta koronacja nie została uznana po odejściu i śmierci papieża przez jego następcę Jana IX.
W roku 888 zatwierdził Odona z Paryża jako króla zachodniofrankijskiego; nie zaakceptował tego Karol III Prostak i w 893 został drugim królem. W 895 Arnulf stanął po stronie Odona. Dopiero w 898 Karol, po śmierci Odona, zasiadł samodzielnie na tronie zachodniofrankijskim z aprobatą Arnulfa. W 891 Arnulf odniósł znaczące zwycięstwo nad wikingami w bitwie nad rzeką Dijle.
Arnulf cierpiał prawdopodobnie jak inni Karolingowie na epilepsję. Umarł w 899 w wyniku ataku apopleksji, został pochowany w klasztorze św. Emmerama w Ratyzbonie, gdzie także pochowano jego syna Ludwika IV Dziecię i jego małżonkę Odę Konradównę.
Tablica pamiątkowa z podobizną Arnulfa znajduje się w Walhalli koło Ratyzbony.

## Rodzina
Arnulf ożenił się w 888 z Odą, pochodzącą z rodu Konradynów – (zm. po 30 listopada 903). Miał z nią jednego syna:
- Ludwik IV Dziecię (ur. 893 – zm. 911), król wschodniofrankijski od 900

Ponadto miał jeszcze czworo nieślubnych dzieci: 
- Glismouda (ur. 866 – zm. 26 kwietnia 924), wyszła za mąż w 880 za hrabiego Konrada Starszego (zm. 27 lutego 906 w Fritzlar);
- Zwentibold (ur. 870 lub 871 – zm. 900), król Lotaryngii w 895, w 897 ożenił się z Odą Saską, córką księcia Ottona I Dostojnego z dynastii Ludolfingów
- Ellinrat (zm. po 24 maja 914), uprowadzona przez Engelschalka II, murgrabiego Wschodu, jej matka miała również na imię Ellinrat i zmarła po 23 maja 914;
- Ratold (ur. koło 889), w 896 roku wyznaczony na krótko koregentem ojca jako króla włoskiego.